# Sebewaing
Sebewaing es una villa ubicada en el condado de Huron en el estado estadounidense de Míchigan. En el Censo de 2010 tenía una población de 1759 habitantes y una densidad poblacional de 398,33 personas por km².

## Geografía
Sebewaing se encuentra ubicada en las coordenadas 43°43′54″N 83°27′3″O / 43.73167, -83.45083. Según la Oficina del Censo de los Estados Unidos, Sebewaing tiene una superficie total de 4.42 km², de la cual 4.09 km² corresponden a tierra firme y (7.39%) 0.33 km² es agua.

## Demografía
Según el censo de 2010, había 1759 personas residiendo en Sebewaing. La densidad de población era de 398,33 hab./km². De los 1759 habitantes, Sebewaing estaba compuesto por el 97.5% blancos, el 0% eran afroamericanos, el 0.17% eran amerindios, el 0.17% eran asiáticos, el 0% eran isleños del Pacífico, el 1.31% eran de otras razas y el 0.85% pertenecían a dos o más razas. Del total de la población el 4.26% eran hispanos o latinos de cualquier raza.